# 15551 Paddock
15551 Paddock eller 2000 FQ25 är en asteroid i huvudbältet som upptäcktes den 27 mars 2000 av LONEOS vid Anderson Mesa Station. Den är uppkallad efter George och Courtney Paddock.
Asteroiden har en diameter på ungefär 7 kilometer.